# Lycianthes parasitica
Lycianthes parasitica är en potatisväxtart. Lycianthes parasitica ingår i Himmelsögonsläktet som ingår i familjen potatisväxter.

## Underarter
Arten delas in i följande underarter:
- L. p. epiphytica
- L. p. parasitica